# ادوارد اشتیفل
ادوارد اشتیفل (به آلمانی: Eduard Stiefel) (زاده ۲۱ آوریل ۱۹۰۹ـ درگذشته ۲۵ نوامبر ۱۹۷۸ در زوریخ) ریاضیدان اهل سوییس بود. او درجه دکتری را در سال ۱۹۳۵ در انستیتو تکنولوژی فدرال زوریخ و زیر سرپرستی هاینتس هوپف به دست آورد و سپس یک سال را در آمریکا سپری کرد. او به ویژه به دلیل کارهایش در نظریه کلاف های برداری نامور است. وی همچنین در زمان جنگ جهانی دوم به درجه سرهنگی رسید.